# 下奈夫罗科皮翁
下奈夫罗科皮翁（希臘語：Κάτω Νευροκόπι）是希腊东马其顿和色雷斯大区兹拉马专区的市镇。市镇面积为873.6平方公里，2021年人口数量为5,323人。在2011年地方政府改革前，曾为希腊面积最大的市镇。